# Kanton Nîmes-6
Kanton Nîmes-6 is een voormalig kanton van het Franse departement Gard. Het kanton maakte deel uit van het arrondissement Nîmes. Het werd opgeheven bij decreet van 24 februari 2014 met uitwerking op 22 maart 2015.

## Gemeenten
Het kanton Nîmes-6 omvatte enkel de volgende wijken van de gemeente Nîmes:
Het kanton omvat de volgende wijken van Nîmes:
- Saint Césaire
- Mas Roman
- Nîmes-Ouest
- Valdegour
- Pissevin
- Marché-Gare
- Mas des Rosiers